# Radimella
Radimella is een geslacht van kreeftachtigen uit de klasse van de Ostracoda (mosselkreeftjes).

## Soorten
- Radimella aequatoris Pokorny, 1970 †
- Radimella aphroditae Pokorny, 1970 †
- Radimella aurita (Skogsberg, 1928) Valentine, 1976
- Radimella confragosa (Edwards, 1944) Pokorny, 1969 †
- Radimella convoluta (Brady, 1868) Holden, 1976
- Radimella darwini Pokorny, 1970 †
- Radimella deminuta Pokorny, 1970 †
- Radimella dictyon Pokorny, 1969 †
- Radimella difficilis Pokorny, 1970 †
- Radimella espaniolensis Pokorny, 1970 †
- Radimella floridana (Benson & Coleman, 1963) Hazel, 1971 †
- Radimella galapagensis Pokorny, 1970 †
- Radimella glauca (Skogsberg, 1928) Pokorny, 1969
- Radimella helenae Pokorny, 1970 †
- Radimella kingmaina Pokorny, 1970 †
- Radimella labyrinthus Carrena, 1985 †
- Radimella mariae Carrena, 1985 †
- Radimella multipora Pokorny, 1970 †
- Radimella ovata Bold, 1988
- Radimella pacifica (Skogsberg, 1928) Valentine, 1976
- Radimella packardi (Brady, 1880) Khosla, Mathur & Pant, 1982
- Radimella palosensis (Leroy, 1943) Pokorny, 1969 †
- Radimella polycosta Holden, 1976 †
- Radimella ponderosa Pokorny, 1969 †
- Radimella poseidonis Pokorny, 1970 †
- Radimella pumilio Pokorny, 1970 †
- Radimella tritonis Pokorny, 1970 †
- Radimella wantlandi (Teeter, 1975) Cronin, 1986